# Stenhuggarite
La stenhuggarite è un minerale.